# 鈴木美重子
鈴木 美重子（すずき みえこ、1953年2月8日 - ）は、東京都新宿区出身の日本の女子プロゴルファー。日本女子プロゴルフ協会 (JLPGA) 副会長、専務理事を歴任。

## 経歴
精華学園高等学校出身。18歳でゴルフを始める。
1974年にプロテストに合格し、翌1975年入会。同年は日本女子オープンゴルフ選手権競技の14位タイが最高で賞金ランキング20位。ツアー競技以外ではミズノプロ新人、全日本ミックスダブルス優勝。
1976年、大雪山女子オープンで2位タイ。日本女子オープンで3位タイ。賞金ランク12位。
1977年、ミヤギテレビ杯女子オープンゴルフトーナメントの5位タイが最高。賞金ランク22位。
1978年、日本女子オープンの3位タイが最高。賞金ランクは自己最高の11位。
1979年、トヨトミレディスなど2位タイ2度。賞金ランクは自己最高タイの11位。
1980年、東北クイーンズの3位タイが最高。賞金ランク13位。
1981年、日本女子プロゴルフ選手権は岡本綾子が優勝候補筆頭と目される状況であったがまさかの予選敗退。最終日は首位・小林洋子、1打差2位タイで涂阿玉と大迫たつ子、4打差5位・鈴木で迎えた。鈴木は連続バーディーや15番120メートルのパー3でホールインワンを達成するなど一時リード奪うが16番、17番の連続ボギーで2位グループに追いつかれ、通算3アンダーで終了。最終組3人も3アンダーで18番を迎えたが全員パーで4人のプレーオフとなる。1ホール目で大迫がOB、小林と涂もボギーを叩き、パーセーブした鈴木がツアー初優勝を公式戦で飾った。賞金ランク12位。
1982年以降は1988年まで賞金ランク50位以内を確保した。賞金獲得額最高は1987年の1,841万円余。ツアー優勝は1回だが、1985年にツアー外の帝産クリナップビューティーズ優勝。
1989年以降はトーナメント部門などの理事、広報委員長、副会長、専務理事を歴任した。

## 成績

### JLPGAツアー優勝 (1)
| No. | 日程             | 大会名                       | スコア             | 2位との差  | 2位（タイ）                |
| --- | ---------------- | ---------------------------- | ------------------ | ---------- | -------------------------- |
| 1   | 1981年9月25-27日 | 日本女子プロゴルフ選手権大会 | －3 (73-71-69=213) | プレーオフ | 大迫たつ子 小林洋子 涂阿玉 |

※太字は公式戦

## 人物・逸話
- 身長163cm。血液型AB型。陸上競技も経験がある。
- 父親がゴルフ練習場を経営していた[1]。
- 車好き。日本女子プロ優勝副賞は優勝賞金 (250万円) の2倍以上、550万円のイギリス製高級車だった[1]。
- 白いポロシャツに紺のパンツ姿がオーソドックスだった時代に街歩きさながらのメイク、爪にマニキュア、耳にピアスというスタイルを持ち込んだ[2]。

## 表彰
- 日本プロスポーツ大賞功労賞 (2018年) [3]